# Lycaeides alcedo
Lycaeides alcedo är en fjärilsart som beskrevs av Lang. Lycaeides alcedo ingår i släktet Lycaeides och familjen juvelvingar. Inga underarter finns listade i Catalogue of Life.